# Cerkev sv. Simona in Jude Tadeja, Voglje
Cerkev sv. Simona in Jude Tadeja v Vogljah je podružnična cerkev, ki je nastala v 18. stoletju v obdobju baroka. Postavili so jo leta 1750 na mesto, kjer je bila prej starejša.
V sredini devetdesetih let je v stavbo udarila strela in zato so jo morali obnoviti. Kljub temu pa so obnovitelji spremenili zelo malo in zato se nam cerkev še danes kaže v podobi, kot jo je imela pred to naravno nesrečo. Leta 2006 so bila restavrirana in pozlačena tudi vrata tabernaklja na glavnem oltarju.

## Arhitektura
Vogljanska cerkev je majhna stavba z longitudinalno zasnovo. Ima samo eno ladjo. Graditelji so uporabili način masivne gradnje. Nad vhodom je zvonik s tremi zvonovi. Lina zvonika je zelo visoko in nudi pogled na celotno vas.
Notranjost je zelo dinamična in slikovita. Značilni so številni arhitekturni okraski. Strop je polkrožen, cerkev pa ima dvokapno streho.  Nad vhodom je majhen kor z orglami.

## Kiparstvo
Najbolj opazne kiparske stvaritve so oltarji, ki jih krasijo reliefne upodobitve, obla plastika, stebri in slopi. Oltarji so bili izdelani v prvi polovici 19. stoletja. So leseni, vendar prepričljiva poslikava (imitacija) daje vtis pravega marmorja.
V cerkvi je veliko oble plastike, to so predvsem kipi angelov in najrazličnejših svetnikov. Upodobljeni so z atributi, sv. Simon z žago, sv. Juda Tadej pa s kijem. 
Reliefnih upodobitev je manj kot oble plastike. To so predvsem okrašena vratca tabernakljev (značilna simbola sta Srce Jezusovo na stranskem in kelih ter hostija na glavnem oltarju). Polihromirana reliefna plošča nad stranskimi vrati upodablja zavetnika cerkve. 
V cerkvi so številni manjši arhitekturni okraski, npr. rastlinje in geometrični vzorci.

## Slikarstvo
Ta veja umetnosti je v vogljanski cerkvi zelo bogato zastopana. Obiskovalec najprej opazi tabelne oltarne slike na platno, te so v temnih barvah (chiaroscuro), ozadja skorajda ni. Slike ne upodabljajo gibanja. Osebe so upodobljene plastično in dajejo vtis prostorskosti. Poleg teh so tabelne slike tudi postaje križevega pota, ki so razporejene po vsem prostoru. V prezbiteriju je freska, ki upodablja priliko o dobrem pastirju. Na stropu pa freska upodablja Vstalega Jezusa. Poleg teh dveh fresk, je še nekaj manjših, večinoma z vzorci ali angeli. Freske so iz obdobja 1935–1940, obnovil pa jih je Franci Petrič 1996. leta. 
Okna so zelo velika, zato je prostor svetel. Sestavljena so iz pravokotnih delcev raznobarvnega stekla, ki pa ne sestavljajo kakšnih posebnih vzorcev oz. motivov.